# Amiloplasto
El amiloplasto es un tipo de plasto (orgánulos celulares eucarióticos) que se encuentra en células vegetales, que carece de clorofila y se caracteriza por el contenido de gránulos de almidón.

## Definición

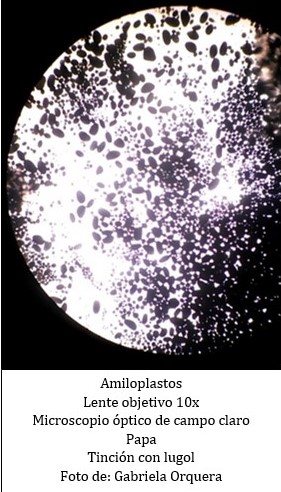
Amiloplasto de papa

Un amiloplasto es una variación de un leucoplasto incoloro presentes en tubérculos y semillas, están especializados en el almacenamiento de almidón (subunidades poligonales), aceites y proteínas respectivamente.
Es un plastido que sufre un proceso de diferenciación, y se modifica para almacenar almidones, producto de la hidrólisis. Está presente en todas las células vegetales. Es en estos organélos donde se realiza la amilólisis y fosforólisis, ambas, vías del catabolismo de almidón.

Los amiloplastos son orgánulos presentes en las células parenquimáticas de reserva con el fin de almacenar almidón algunos pueden convertirse en cloroplastos como es el ejemplo de algunas raíces al estar expuestas a la luz

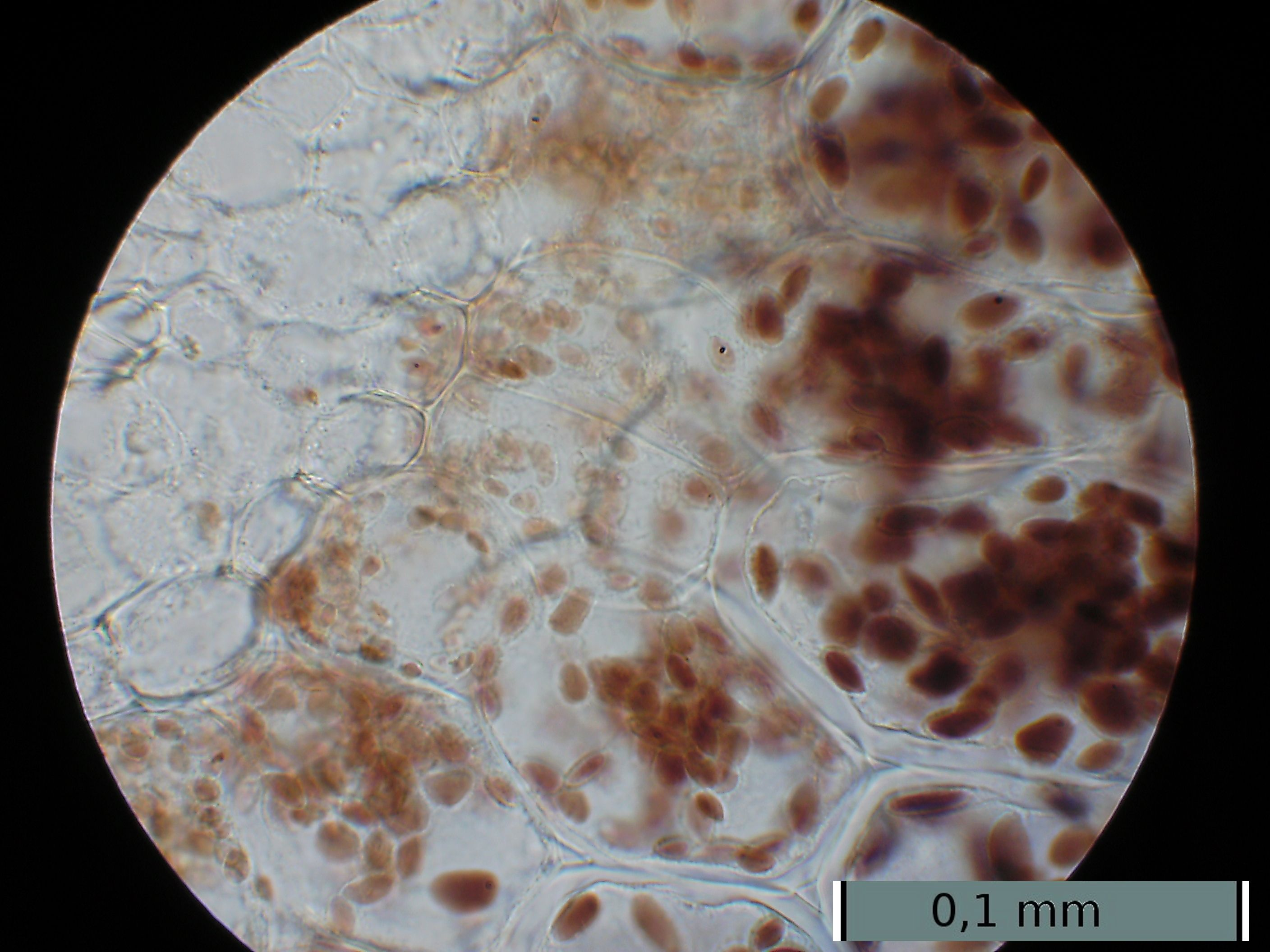
Amiloplasto visto bajo el microscopio
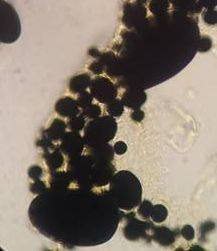
Amiloplastos observados en células de papa (Solanum tuberosum). Lente 40x
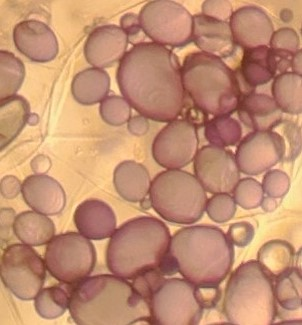
Amiloplastos de células de papa a 10x10 aumentos ópticos.

## Generalidades

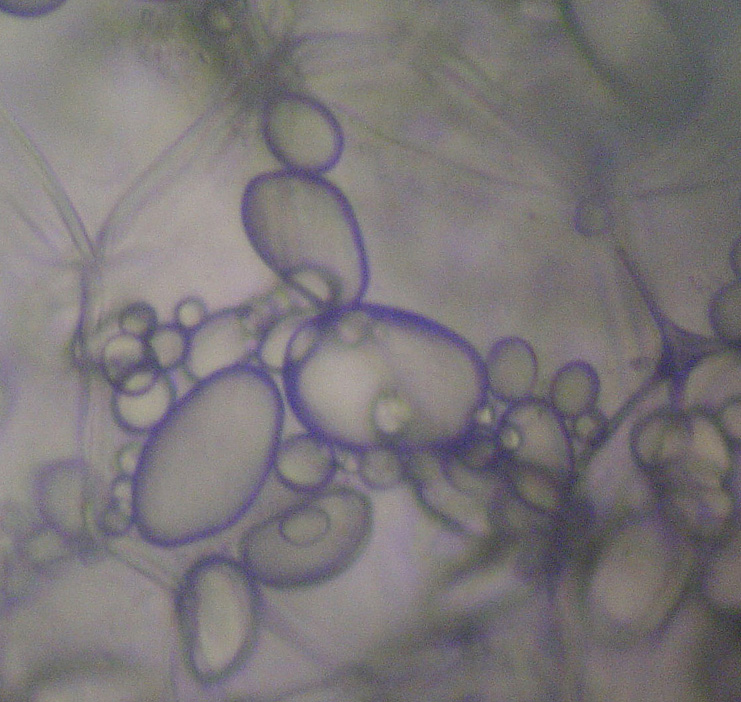
Micrografia de amiloplastos

Los amiloplastos pueden formarse a partir de protoplastos mediante deposición en el estroma o dentro de vesículas derivadas de la membrana interna (tilacoides y granum). Se ubican en los meristemos, en los tejidos de almacenamiento como cotiledones, endospermo, tubérculos y células de la caliptra asociadas con el geotropismo negativo, pero son más abundantes en los tejidos de reserva del vástago, de la raíz y de las semillas.
Los amiloplastos al igual que otros plástidos poseen el genoma del endosimbionte en el núcleo de la célula que los alberga, donde codifican y regulan proteínas estructurales, biosintéticas por lo que actualmente son incapaces de sobrevivir de forma autónoma; de tal manera, el proceso de diferenciación de los amiloplastos, junto con la regulación de la expresión de los genes plastídicos, depende tanto de proteínas codificadas por el genoma organelar, como del importe continuo, coordinado y regulado de proteínas codificadas en el núcleo.
Son abundantes en tejidos de reserva de vástago, de la raíz y de las semillas

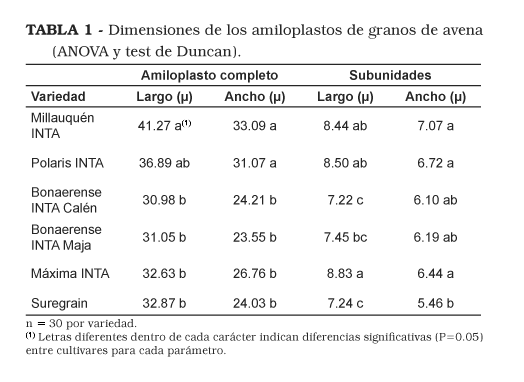
Dimensiones de amiloplastos en distintos granos de avena.

## Tamaño
El tamaño varía según la planta a la cual pertenezcan, y dentro de esta de igual manera con cada variedad existe un cambio en el tamaño de sus amiloplastos. A continuación se presenta una tabla comparativa del tamaño en distintas variedades de avena utilizando como método de medición el test de Duncan. 

## Funciones
Los amiloplastos son tejidos incoloros que están conformados por almidón, este es un polisacárido nutritivo vigente en células vegetales, protistas y ciertas bacterias, suele estar presente en forma de gránulos visibles en el microscopio.
Los estatolitos constituyen un tipo especial de amiloplastos presentes en algunas de las células de la raíz que son indispensables para el gravitropismo de este órgano.
Los amiloplastos especializados de la cofia radical también sirven como sensores gravimétricos para dirigir el crecimiento de la raíz hacia el suelo.
En las células vegetales (como en las de maíz y papa), estos gránulos poseen amilosa (es un polímero de glucosa no ramificado en forma de una hélice sinistrorsa) y amilo pectina (polisacárido ramificado que contiene unidades de glucósido)  la cual varía dependiendo de la fuente de almidón.
El almidón, polisacárido formado por amilopectina y amilosa, se produce durante la fotosíntesis y se almacena como reserva para épocas de deficiencia de luz o alimento. Se hidroliza con amilasa en azúcares simples y se resintetiza como almidón de reserva en los amiloplastos o granos de almidón, una y otra vez.

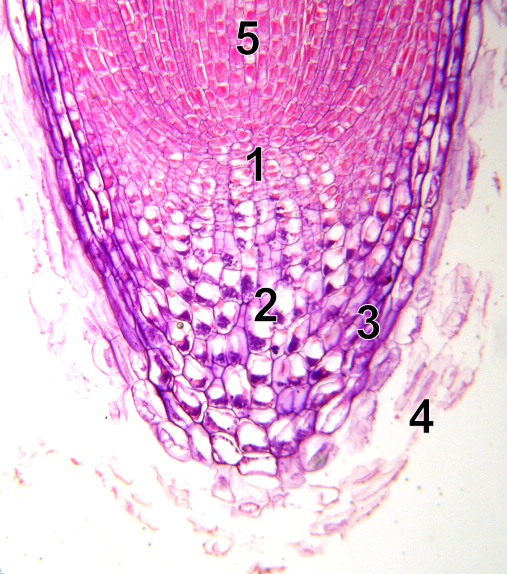
Corte longitudinal del ápice de una raíz observado a una magnificación de 10x. (1) Meristema apical; (2) Columela de la caliptra, se observan las células (estatocitos) con estatolitos (Amiloplastos); (3) Porción lateral de la raíz; (4) Células muertas de la caliptra que se desprenden; (5) de la zona de elongación.

## Morfología
Su estructura es sencilla posee una membrana que los separa del resto de organelos y con jugo interno consistente en almidones
Tienen formas muy variadas, presentandosé como esféras, ovalos, alargamientos (en forma de fémur), y normalmente muestran una deposición en capas alrededor de un punto, el hilio, que puede ser céntrico (gramíneas y leguminosas) o excéntrico (Solanum). Cuando hay más de un hilio se forman granos compuestos (Avena, Oryza). Reaccionan positivos al lugol, tiñendose de azul-negro.

## Amiloplastos en el gravitropismo
Algo vital dentro del crecimiento de las plantas es el gravitropismo, que sirve para adaptar la planta en función de la fuerza de la gravedad. Las señales que pueden percibir las células sensibles a la gravedad (estatolitos) puede convertirse en señales bioquímicas y por lo tanto, transmitirse. Los estatolitos y los amiloplastos guardan una gran relación, debido a que en las angiospermas estas células gravi sensibles son derivados de los amiloplastos. Dentro de la raíz ocurre una sedimentación de los amiloplastos, lo cual estimula a la planta a redistribuir de manera asimétrica la auxina, hormona vegetal que estimula el crecimiento de la raíz. Investigaciones recientes demuestran que si una planta carece de amiloplastos, las células de la raíz son incapaces de decidir hacia donde crecer.

## Investigaciones en el tema

### Amiloplastos como microcontenedores de aceites esenciales
Los aceites esenciales son conocidos por sus numerosas actividades biológicas y organolépticas, pero su empleamiento suele verse mermando por su alta volatilidad y tendencia a degradarse, es por eso que últimamente estudios se han centrado en su microencapsulación como una alternativa válida para superar estos inconvenientes. El objetivo de estas investigaciones, por tanto, es "rellenar" los amiloplastos individuales con aceite esencial en una matriz sólida, para lo que se necesitan dos cosas: incrementar la lipofilicidad y conservar la integridad del amiloplasto para que retenga al aceite. Numerosos estudios se centran hoy en la preparación de este tipo de micropartículas para vehiculizar y proteger los AA. EE.
Los estudios se han centrado en la planta de tomillo, y sobre la base de investigación se concluye lo siguiente " La hidrólisis y posterior lipofilización del almidón de ñame (D. rotundata), permite la microencapsulación de aceite esencial de tomillo (T. vulgaris) con una eficiencia mayor al 98%, en donde el amiloplasto nativo original se constituye en un microrreservorio de este aceite. Su posterior emulsificación lo estabiliza y lo mantiene confinado, aislado del oxígeno y la luz, elementos importantes en la degradación de estos materiales. No obstante lo anterior, al ser aplicado en un sistema diluido, las microcápsulas se liberan de la emulsión y, a su vez, liberan el aceite, virtualmente intacto, que mantiene y ejerce sus actividades biológicas conocidas."

## Otros tipos de plastos

Tipos de plástidos, o plastos.

- Tipos de plástidos, o plastos.Plasto
- Proplasto
- Cloroplasto
- Etioplasto
- Cromoplasto
- Leucoplasto
  - Amiloplasto[14]
    - Estatolito

  - Oleoplasto
  - Proteinoplasto